# Hypena demeysti
Hypena demeysti är en fjärilsart som beskrevs av Gustaaf Hulstaert 1924. Hypena demeysti ingår i släktet Hypena och familjen nattflyn. Inga underarter finns listade i Catalogue of Life.